# Jerónimo Quijano
Jerónimo Quijano (? 1500- Múrcia, novembre de 1563) va ser un arquitecte i escultor espanyol.
Es va formar a Burgos i va començar el seu treball al cor de la Catedral de Jaén l'any 1524. Va succeir Jacobo Florentino com a mestre de la Catedral de Múrcia, des de 1526 fins a la seva defunció. Va desenvolupar la major part del seu treball en aquesta regió i voltants (Llorca, Cehegín, Cartagena, Oriola, Albacete), on va ser una figura clau del renaixement.
La seva arquitectura monumental, caracteritzada per rics decorats, i les seves composicions esculturals, van estar plenament inspirades en les obres italianes de l'època. Va ser encarregat també de valorar la trona arquebisbal realitzada per Alonso Berruguete per al cor de la catedral de Toledo.